# Peter Zbinden
Peter Zbinden (ur. 9 października 1937 roku w Bazylei) – szwajcarski kierowca wyścigowy.

## Kariera
Zbinden rozpoczął karierę w międzynarodowych wyścigach samochodowych w 1974 roku od startu w klasie GT 24-godzinnego wyścigu Le Mans, gdzie został sklasyfikowany na trzeciej pozycji, a w klasyfikacji generalnej był siódmy. Rok później odniósł zwycięstwo w klasie GTX. W późniejszych latach Szwajcar pojawiał się także w stawce World Challenge for Endurance Drivers, World Championship for Drivers and Makes, FIA World Endurance Championship, Porsche 944 Turbo Cup oraz Global GT Championship.